# Campionati europei di ciclismo su strada - Cronometro maschile Elite
La Cronometro Uomini Elite è uno degli eventi che si disputa durante i campionati europei di ciclismo su strada. La prima edizione riservata ai professionisti risale al 2016.

## Albo d'oro
Aggiornato all'edizione 2024.
| Anno | Vincitore            | Secondo              | Terzo                 |
| ---- | -------------------- | -------------------- | --------------------- |
| 2016 | Jonathan Castroviejo | Victor Campenaerts   | Moreno Moser          |
| 2017 | Victor Campenaerts   | Maciej Bodnar        | Ryan Mullen           |
| 2018 | Victor Campenaerts   | Jonathan Castroviejo | Maximilian Schachmann |
| 2019 | Remco Evenepoel      | Kasper Asgreen       | Edoardo Affini        |
| 2020 | Stefan Küng          | Rémi Cavagna         | Victor Campenaerts    |
| 2021 | Stefan Küng          | Filippo Ganna        | Remco Evenepoel       |
| 2022 | Stefan Bissegger     | Stefan Küng          | Filippo Ganna         |
| 2023 | Joshua Tarling       | Stefan Bissegger     | Wout Van Aert         |
| 2024 | Edoardo Affini       | Stefan Küng          | Mattia Cattaneo       |

## Medagliere
| Pos.   | Nazione     | Oro | Argento | Bronzo | Totale |
| ------ | ----------- | --- | ------- | ------ | ------ |
| 1      | Svizzera    | 3   | 3       | 0      | 6      |
| 2      | Belgio      | 3   | 1       | 3      | 7      |
| 3      | Italia      | 1   | 1       | 4      | 6      |
| 4      | Spagna      | 1   | 1       | 0      | 2      |
| 5      | Regno Unito | 1   | 0       | 0      | 1      |
| 6      | Danimarca   | 0   | 1       | 0      | 1      |
| 6      | Francia     | 0   | 1       | 0      | 1      |
| 6      | Polonia     | 0   | 1       | 0      | 1      |
| 7      | Germania    | 0   | 0       | 1      | 1      |
| 7      | Irlanda     | 0   | 0       | 1      | 1      |
| Totale | Totale      | 9   | 9       | 9      | 27     |